# 1972年札幌オリンピックのイタリア選手団
1972年札幌オリンピックのイタリア選手団（1972ねんさっぽろオリンピックのイタリアせんしゅだん）は、1972年2月3日から2月13日まで日本の北海道札幌市で開催された1972年札幌オリンピックのイタリア選手団、およびその競技結果。

## 概要
今大会では金メダル2個、銀メダル2個、銅メダル1個の計5個のメダルを獲得した。

## メダル
| メダル | 選手名                                                                                        | 競技           | 種目        |
| ------ | --------------------------------------------------------------------------------------------- | -------------- | ----------- |
| 金     | グスタヴォ・トエニ                                                                            | アルペンスキー | 男子大回転  |
| 金     | パウル・ヒルドガートナー ヴァルター・プライクナー                                             | リュージュ     | 男子2人乗り |
| 銀     | グスタヴォ・トエニ                                                                            | アルペンスキー | 男子回転    |
| 銀     | ネヴィオ・デ・ゾルド ジアニ・ボニチョン アドリアーノ・フラッシネッリ コロラド・ダル・ファブロ | ボブスレー     | 男子4人乗り |
| 銅     | ローランド・トエニ                                                                            | アルペンスキー | 男子回転    |